# رودخانه پوستا (موراوای جنوبی)
رودخانه پوستا (موراوای جنوبی) (به انگلیسی: Pusta River (South Morava)) رودخانه‌ای است که در صربستان جریان دارد.